# Stephan Vanfleteren
Stephan Vanfleteren (Courtrai, 1969) è un fotografo e fotoreporter belga, noto soprattutto per i suoi ritratti in bianco e nero e per le sue rappresentazioni del Belgio e dell'estero..

## Biografia
E' nato a Courtrai e cresciuto a Oostduinkerke. Ha studiato fotografia presso l'Institut Saint-Luc a Bruxelles dal 1988 al 1992.
Nel 1993, in attesa del servizio militare, ha intrapreso un viaggio a New York, dove si è dedicato principalmente alla fotografia di strada. Ha descritto New York come il suo "biglietto d'ingresso" alla professione di fotografo.

## Carriera
Ha iniziato la sua carriera principalmente come fotoreporter per il quotidiano De Morgen. In questo ruolo, ha documentato in bianco e nero eventi degli anni '90 come la morte di Re Baldovino, le proteste per la Clabecq ironworks, la guerra del Kosovo, il genocidio ruandese e il caso Marc Dutroux. Ha inoltre realizzato reportage lontani dai riflettori, come l’esperienza del viaggio sui boxcar nel nord-ovest americano.
Ha collaborato con The Guardian, Humo, Independent Magazine, Knack, Le Monde, Paris Match, de Volkskrant, e Die Zeit.
Co-fondatore della casa editrice Uitgeverij Kannibaal/Hannibal, ne è anche direttore artistico. Dal 2010 è professore ospite presso la Accademia reale di belle arti di Gand.

### Elvis&Presley
Nel maggio 1999, Vanfleteren ha viaggiato negli Stati Uniti con l’amico fotografo svizzero Robert Huber, seguendo le tracce del loro idolo Elvis Presley. Si sono fotografati a vicenda "in identiche tute bianche, occhiali a specchio e capelli voluminosi", impersonando "Elvis" (Huber) e "Presley" (Vanfleteren), in ambientazioni ordinarie da Times Square alla Death Valley. Vanfleteren ha fotografato in bianco e nero, mentre Huber a colori. Questo progetto ha portato al primo libro importante di Vanfleteren e a una mostra. Un recensore della mostra presso la Open Eye Gallery ha commentato che entrambi i fotografi "dimostrano di avere un ottimo occhio per la composizione ironica".

### Dal reportage al ritratto
I ritratti di Vanfleteren sono il suo lavoro più noto e riconoscibile. Sempre in bianco e nero, ha fotografato molte persone del mondo dell'arte, ma anche numerosi sconosciuti. Una recensione su Het Nieuwsblad di una mostra dei suoi ritratti ha osservato che la vicinanza ai volti e il dettaglio delle fotografie creano quasi "maschere mortuarie dei vivi".
Come progetto internazionale, ha dato un volto a numerose persone che vivono in povertà e isolamento ad Anversa e Bruxelles. "Mentre mi concentravo sui loro occhi, ascoltavo le loro esperienze". Nel 2009 questi ritratti, insieme ad altri, sono stati oggetto di una mostra presso Le Botanique, un centro culturale di Bruxelles. La maggior parte delle foto è stata scattata con una delle sue quattro Rolleiflex, poiché il loro mirino a pozzetto gli permetteva di avvicinarsi ai soggetti.
Nello stesso anno, presso il Wintercircus Mahy di Gand, ha esposto Portret 1989–2009, circa duecento ritratti in bianco e nero di persone che avevano avuto una certa presenza mediatica nei due decenni precedenti. La mostra è poi stata itinerante.
Nel 2018 ha pubblicato Surf Tribe, per il quale ha compiuto un viaggio di mesi intorno al mondo per ritrarre surfisti. Ha visitato le spiagge più celebri per il surf, ma anche luoghi meno conosciuti, per ritrarre i surfisti più famosi, campioni e dilettanti sconosciuti. Non li ha fotografati in azione, ma ha catturato i loro ritratti statici sulla spiaggia.

### Belgicum
Da settembre 2007 a febbraio 2008, la mostra Belgicum si è tenuta al Fotomuseum Antwerp (FoMu). Una recensione su La Libre Belgique la descriveva così:

### Charleroi
Vanfleteren è stato il quinto fotografo (dopo Bernard Plossu, Dave Anderson, Jens Olof Lasthein e Claire Chevrier) a ricevere una residenza presso il Museo della Fotografia di Charleroi. Ha realizzato una serie di fotografie, tra cui numerosi ritratti, scattate in questa città segnata dalla deindustrializzazione. Queste immagini sono state esposte nel museo nel 2015. La mostra è stata descritta da RTBF come "uno sguardo tenero su una realtà dura", con riferimenti al lavoro di August Sander e Walker Evans, pur mantenendo uno stile personale.

### Façades & Vitrines
Con rare eccezioni, Vanfleteren ha sempre fotografato in bianco e nero. Tuttavia, nel 2013 ha pubblicato una serie di fotografie a colori, realizzate anni prima, di vecchie pubblicità murali, facciate destinate alla demolizione o vetrine di negozi abbandonati, raccolte in un volume di pregio, Façades & Vitrines.

### Stil leven
Nel 2016, Vanfleteren ha realizzato una serie di fotografie per la mostra Stil leven presso il Museum Oud Amelisweerd (MOA) a Bunnik. Rifiutando la richiesta iniziale del museo di fotografare l'Atlantic Wall, si è lasciato influenzare dall'ambiente del museo e dal parco circostante per realizzare una serie di nudi e nature morte con animali morti, sia in bianco e nero che a colori.

### Present
Nel 2020, il Fotomuseum Antwerp ha organizzato una grande retrospettiva, Present, che ripercorre trent'anni di fotografia di Vanfleteren, dalle fotografie di strada al genocidio ruandese, dalle facciate dei negozi ai resti "oscuramente affascinanti" dell'Atlantic Wall.

## Premi
- World Press Photo awards
  - 1996 Photo Contest: Sports, Stories, 3rd prize[22]
  - 1997 Photo Contest: Daily Life, Stories, 1st prize[23]
  - 1997 Photo Contest: People in the News, Stories, 2nd prize[24]
  - 2001 Photo Contest: Children's Award, Singles, Individual awards[25]
  - 2001 Photo Contest: Arts and Entertainment, Stories, 3rd prize[26]
  - 2013 Photo Contest: Staged Portraits, Stories, 1st prize[27][28]
- European Fuji Award, 1998[9][28]
- Louis Paul Boon Prize 2009[9][29]
- Henri Nannen Prize 2011[30][31]
- Nationale Portretprijs[32] (Netherlands) 2012; for a portrait of Rem Koolhaas[33][34][35][36]
- Culture Prize of the Province of West Flanders  2013[37][38][39]
- Dottorato honoris causa alla Vrije Universiteit Brussel nell'agosto 2021, insieme al fotografo Dirk Braeckman[40]